# بيرند لينو
بيرند لينو (بالألمانية: Bernd Leno) وهو لاعب كُرَة قدم ألماني يجيد اللعب في مركز حراسة المرمى ولد في يوم 4 مارس 1992 في بلدة بيتيغهايم بيسينغن في ألمانيا وهو حالياً يلعب مع فولهام وسبق له اللعب مع أرسنال ولعب مع منتخب ألمانيا تحت 21 سنة.

## روابط خارجية
- بيرند لينو على موقع الاتحاد الدولي (مؤرشف)  (الإنجليزية)
- بيرند لينو على موقع الاتحاد الأوربي (الإنجليزية)
- بيرند لينو على موقع إي إس بي إن إف سي (الإنجليزية)
- بيرند لينو على موقع قاعدة بيانات كرة القدم.إي يو (الإنجليزية)
- بيرند لينو على موقع بيانات كرة القدم. دي إي (الألمانية)
- بيرند لينو على موقع ليكيب (الفرنسية)
- بيرند لينو على موقع ناشيونال فوتبول تيمز (الإنجليزية)
- بيرند لينو على موقع Soccerbase.com (لاعب) (الإنجليزية)
- بيرند لينو على موقع Soccerway.com (الإنجليزية)
- بيرند لينو على موقع عالم كرة القدم.نت (الإنجليزية)